# Precedent
En els sistemes jurídics de dret comunatiu (common law), un precedent o autoritat és una regla o un principi establert en un cas legal anterior, que és vinculant o es té en compte per a una Cort o un altre òrgan judicial per decidir en casos posteriors amb similars qüestions o fets.
El principi general dels sistemes legals de Dret comú és que els casos similars han de ser decidits amb la manera que donin resultats similars i predictibles, i el principi del precedent és el mecanisme pel qual s'assoleix aquest objectiu. El Black's Law Dictionary o Diccionari de Dret de Black, defineix el “precedent” com una “regla de la llei establerta per primera vegada per un tribunal per un determinat tipus de cas i referida posteriorment a l'hora de decidir en casos similars”. El precedent a la llei comuna és un tercer tipus de Dret, en igualtat de condicions amb el Dret estatutari (estatuts i codis promulgats pels òrgans legislatius) i el Dret regulador (reglaments promulgats per les agències i altres òrgans del poder executiu).
Stare decisis és un principi jurídic pel qual els jutges estan obligats a respectar el precedent establert per les decisions anteriors. Les paraules tenen el seu origen a la màxima llatina "Stare decisis et non quieta movere": "mantenir les decisions i no pertorbar el que és tranquil". En un context legal, això s'entén en el sentit que els tribunals han de complir generalment el precedent i no pertorbar les qüestions assentades.
El Dret de casos (case law) és el conjunt de resolucions existents que han fet noves interpretacions de la llei i, per tant, es poden citar com a precedent. A la majoria dels països, inclosos els països europeus, el terme s'aplica a qualsevol conjunt de regles sobre la llei que es guien per resolucions anteriors, per exemple, les decisions anteriors d'un òrgan o agència governamental - és a dir, el dret del cas precedent pot sorgir ja sigui d'una interlocutòria judicial o una resolució d'una adjudicació en una agència del poder executiu. Els judicis i audiències que no donen lloc a decisions per escrit en un tribunal de registre, no creen precedent per a futures decisions judicials.